# SIM Hi-Fi IVES

L'ingresso del 21° SIM Hi-Fi IVES del 1987

Il SIM Hi-Fi IVES ("Salone Internazionale della Musica e dell'High Fidelity - International Video and Consumer Electronics Show"), in precedenza solo Salone Internazionale della Musica (SIM) e SIM Hi-Fi, è una fiera italiana che si svolgeva annualmente a Milano, dal 1966 agli anni '90, e si occupava di musica, alta fedeltà ed elettronica di consumo.

## Storia
Il primo Salone Internazionale della Musica si svolse a dicembre 1966 al Palazzo dell'Arte e ospitava tre categorie di espositori: strumenti musicali, riproduttori elettroacustici e discografici, più una mostra di materiale storico.
Il secondo salone si svolse nel 1967, l'annata 1968 fu presumibilmente saltata e il terzo SIM si svolse a settembre 1969.
Il settore dell'alta fedeltà, simboleggiato dalla sigla Hi-Fi, fu introdotto a partire dalla quinta edizione della fiera. Alla settima edizione del 6-10 settembre 1973 il salone era diviso in due sezioni, il SIM e il salone dell'alta fedeltà (al suo terzo anno); con 180 espositori e 35 000 visitatori previsti, il SIM Hi-Fi era secondo per importanza (almeno nella prospettiva europea) solo al Festival International du Son di Parigi.
A partire dall'edizione del 2-6 settembre 1982, ora svolta al quartiere Fiera di Milano (via Spinola/viale Eginardo), venne aggiunta la sigla IVES e introdotto il settore dell'elettronica di consumo, all'epoca rappresentata quantitativamente soprattutto dagli apparecchi radiotelevisivi. La scelta era legata a esigenze della produzione e della distribuzione, poiché i prodotti del settore per vari motivi avevano aspetti industriali e commerciali in comune con quelli già trattati dal SIM Hi-Fi. Il connubio la rendeva una fiera con caratteristiche che non avevano precedenti in Europa. Fu anche la prima edizione realizzata in stretta collaborazione con l'ente Fiera Milano e con l'ANIE.
Al 18° SIM Hi-Fi (e quarto IVES) del 6-10 settembre 1984 parteciparono con grande successo 150 000 visitatori. Gli espositori provenivano da 27 paesi oltre all'Italia. Il salone comprendeva strumenti musicali e hi-fi, attrezzature per discoteche, per trasmissioni radiotelevisive, videoregistratori, audio per autovetture, elettronica di consumo e informatica. Il settore computer e videogiochi fu di primario interesse del pubblico, e gli fu dedicato per la prima volta un intero padiglione.
All'edizione del 4-9 settembre 1985, secondo l'organizzazione, i visitatori furono 162 000, dei quali 30 500 operatori italiani e 1500 stranieri, e si superò il record storico stabilito nell'edizione precedente.
Al 20º salone del 4-8 settembre 1986 gli espositori erano oltre 400, su 65 000 m² complessivi di quartiere espositivo e 8500 m di fronte espositivo. Era divenuto, insieme allo SMAU, il più importante evento fieristico italiano nel campo dell'informatica, oltre a essere un punto di riferimento di rilevanza mondiale nel campo della musica e dell'elettronica di consumo.
Il 21º salone del 3-7 settembre 1987 accolse 136 000 visitatori, di cui 29 000 operatori provenienti da 75 paesi.
Anche alla 23ª edizione del 1989 fu raggiunta la quota di 150 000 visitatori, superata di nuovo nel 1992.
Negli anni '90 ci fu un calo del numero di operatori ed espositori, anche se non del pubblico, e la periodicità divenne di fatto biennale, dato che la 24ª edizione si svolse nel 1990, la 25° del 1992 e la 26° nel 1994.
Nel 1996 l'evento fu annullato, dando motivazioni legate a una recessione del settore.
L'ultima edizione della fiera sembra essere stata quella del 2000.